# Going Back (album)
Cet article concerne l'album de Phil Collins. Pour le téléfilm de Sidney J. Furie, voir Frères de guerre.
Albums de Phil Collins
Love Songs: A Compilation… Old and New
(2004)
Singles
Going Back est le huitième et dernier album studio de Phil Collins, sorti le 13 septembre 2010. Aux États-Unis, l'album est sorti le 28 septembre 2010. Il s'agit du premier nouvel album studio de  Collins en huit ans. Son album met en vedette des titres classiques des années 1960 développés par Motown et du  genre soul.
Il existe deux versions de l'album : l'une avec les 18 titres originaux et l'autre, une édition spéciale limitée, contenant 15 disques 45 tours avec l'ensemble des 29 chansons enregistrées par Collins. Going Back a également été promu par une série de spectacles durant l'été 2010.
Au cours des quarante années de son exceptionnelle carrière, Phil totalise à ce jour 100 millions de disques vendus (voire 250 millions si l’on compte ceux sortis avec Genesis), huit Grammy Awards, un Oscar et un Golden Globe. Son impressionnante collection de tubes compte 5 albums et 3 singles n° 1, ainsi que 9 titres classés dans le Top 10.

## Going Back, un vieux disque
Si par le passé Collins a rendu hommage à ses racines musicales en reprenant certaines de ses chansons préférées : You Can't Hurry Love, A Groovy Kind Of Love, Tomorrow Never Knows des Beatles, True Colours et d’autres, c’est néanmoins la première fois au cours de ses 30 années de carrière solo qu’il consacre un album entier à d’autres auteurs-compositeurs et interprètes.
« Ce n’est en réalité guère surprenant que j’aie réalisé un album de mes chansons préférées », explique Phil. « Ces chansons, ainsi que quelques titres de Dusty Springfield, un autre de Phil Spector et des The Ronettes, et un de The Impressions, constituent la toile de fond de mon adolescence.  Je m’en souviens comme si c’était hier, lorsque j’allais au Marquee à Soho pour y voir The Who, The Action, et tant d’autres, interpréter ces mêmes chansons. Du coup le lendemain je me précipitais chez le disquaire pour aller acheter les versions originales. »
« Mon idée n’était pas d’apporter quoi que ce soit de « nouveau » à ces morceaux déjà exceptionnels, mais plutôt d’essayer de récréer les sons et les émotions que j’ai ressentis lorsque je les ai entendu pour la première fois. Mon intention était de faire un « vieux » disque et non quelque chose de « nouveau ».  Le simple fait de parvenir à réunir les trois survivants des The Funk Brothers pour jouer sur tous les morceaux était quelque chose d’incroyable. À un moment donné sur Heat Wave, j’ai vraiment ressenti une joie intense en réalisant ce qui était en train de m’arriver ! J’ai davantage appris au niveau de la production et de la composition en réalisant cet album, que sur n’importe quel autre projet. À ces pionniers...  Avec beaucoup d’amour et de gratitude. », déclare le chanteur.

## Contenu de l'album
Going Back démarre avec Girl (Why You Wanna Make Me Blue), un titre signé Holland-Dozier-Holland et interprété par The Temptations, et s’achève sur une version arrangée par Collins de Going Back, une chanson de Gerry Goffin et Carole King rendu célèbre par Dusty Springfield. Le reste de l’album rassemble plusieurs chansons de Stevie Wonder : Uptight (Everything’s Alright), Blame It On The Sun et Never Dreamed You’d Leave In Summer ; de Martha And The Vandellas : (Love Is Like A) Heat Wave, In My Lonely Room et Jimmy Mack ainsi que des Four Tops : Standing In The Shadows Of Love, Something About You et Loving You Is Sweeter Than Ever.
L'album inclut également une autre reprise des Temptations, Papa Was A Rolling Stone, tandis que l’équipe Goffin-King est de nouveau représentée par le biais d’un autre titre de Dusty Springfield, Some Of Your Loving. Phil n’a pas oublié non plus Curtis Mayfield and The Impressions avec Talking About My Baby, ni les Ronettes avec Do I Love You?. Enfin, Going To A Go-Go de Smokey Robinson & The Miracles, Love Is Here du groupe The Supremes et Take Me in Your Arms (Rock Me a Little While) de Kim Weston viennent compléter cette collection.

## Promotions

### Site internet
Le 10 avril 2010, le site web de Collins est à nouveau opérationnel et annonce qu'un nouvel album est en préparation.
En effet, le site a été fermé en 2008. Une date de sortie a été communiquée par le site, il s'agit du 13 septembre 2010.

### Concerts

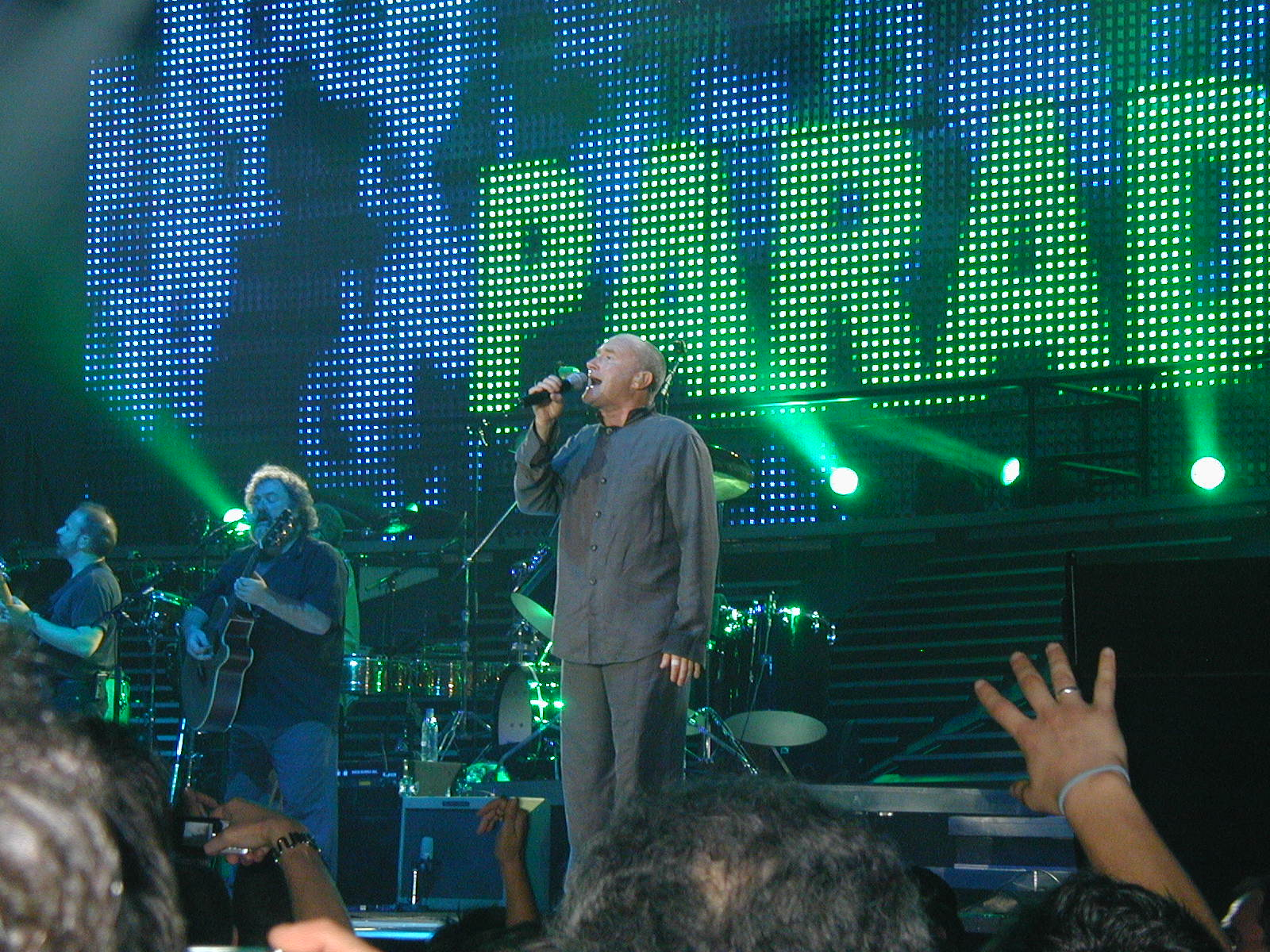
Plusieurs concerts ont été donnés par Collins pour la promotion de son album.

Pour fêter la sortie de Going Back, Phil a donné une série de concerts très spéciaux au Roseland Ballroom de New York du 22 au 25 juin. Baptisés « Up Close and Personal: Phil Collins Plays 60s Soul », ces concerts étaient uniquement consacrés aux titres figurant dans l’album Going Back ainsi qu’à certains standards de cette période.
Sur scène Phil a été accompagné d’un fabuleux ensemble de 18 musiciens et chanteurs parmi lesquels notamment certains musiciens de session de la Motown, les légendaires The Funk Brothers avec le bassiste Bob Babbitt et les guitaristes Eddie Willis et Ray Monette, qui figurent aussi dans l’album Going Back. Le groupe sur scène réunissait également des partenaires de longue date de Collins comme Chester Thompson (batterie), Daryl Stuermer (guitare), Brad Cole (claviers) et Leslie Smith (percussions). Cet ensemble été complété d’une section de cinq cuivres et de six choristes.
Liste des sept concerts donnés par Collins
| Date        | Lieu/Titre                         | Ville        | Pays       |
| ----------- | ---------------------------------- | ------------ | ---------- |
| 20 juin     | Electric Factory                   | Philadelphie | États-Unis |
| 21 juin     | Electric Factory                   | Philadelphie | États-Unis |
| 23 juin     | Roseland Ballroom                  | New York     | États-Unis |
| 24 juin     | Roseland Ballroom                  | New York     | États-Unis |
| 25 juin     | Roseland Ballroom                  | New York     | États-Unis |
| 28 juin     | Phil Collins... For One Night Only | Londres      | Angleterre |
| 1er juillet | Festival de Jazz de Montreux       | Montreux     | Suisse     |

### Radio
En septembre 2010, RFM offrait un voyage pour Los Angeles sur l’un des 27 vols transatlantiques hebdomadaires d'Air France KLM Delta, un hébergement dans les hôtels Best Western, l'intégrale CD avec tous les albums de Phil ainsi que son disque d'or si l'on entendait deux titres du chanteur à la suite.

## Récompense
Le 17 juin 2010, Phil a reçu le prestigieux Johnny Mercer Award décerné par le Songwriters Hall of Fame lors d’un gala annuel organisé à New York. Phil, qui a été intronisé au Songwriters Hall of Fame en 2003, a ainsi rejoint une liste d’anciens gagnants réunissant notamment de légendaires compositeurs auxquels il rend d’ailleurs hommage dans Going Back, notamment Holland-Dozier-Holland, Smokey Robinson, Stevie Wonder et Carole King, sans oublier également, parmi les nouvelles recrues de cette année, un certain Philip Bailey de Earth, Wind and Fire avec qui Collins a collaboré sur le tube Easy Lover.

## Liste des chansons
Going Back
| No  | Titre                                                                     | Durée |
| --- | ------------------------------------------------------------------------- | ----- |
| 1.  | Girl (Why You Wanna Make Me Blue) (Norman Whitfield/Edward Holland, Jr.)  | 2:28  |
| 2.  | (Love Is Like a) Heat Wave (Holland-Dozier-Holland)                       | 3:03  |
| 3.  | Uptight (Everything's Alright) (Wonder/Moy/Cosby)                         | 3:03  |
| 4.  | Some of Your Loving (Gerry Goffin/Carole King)                            | 3:20  |
| 5.  | In My Lonely Room (Holland-Dozier-Holland)                                | 2:25  |
| 6.  | Take Me in Your Arms (Rock Me a Little While) (Holland-Dozier-Holland)    | 2:59  |
| 7.  | Blame It on the Sun (Stevie Wonder/Syreeta Wright)                        | 3:27  |
| 8.  | Papa Was a Rolling Stone (Norman Whitfield/Barrett Strong)                | 6:44  |
| 9.  | Never Dreamed You'd Leave in Summer (Stevie Wonder/Syreeta Wright)        | 3:00  |
| 10. | Standing in the Shadows of Love (Holland-Dozier-Holland)                  | 2:41  |
| 11. | Do I Love You? (Peter Anders/Phil Spector/Vincent Poncia Jr.)             | 2:50  |
| 12. | Jimmy Mack (Holland-Dozier-Holland)                                       | 2:56  |
| 13. | Something About You (Holland-Dozier-Holland)                              | 2:47  |
| 14. | Love Is Here and Now You're Gone (Holland-Dozier-Holland)                 | 2:40  |
| 15. | Loving You Is Sweeter Than Ever (Stevie Wonder/Ivy Jo Hunter)             | 2:48  |
| 16. | Going to a Go-Go (Smokey Robinson/Pete Moore/Bobby Rogers/Marvin Tarplin) | 2:49  |
| 17. | Talking about My Baby (Curtis Mayfield)                                   | 2:47  |
| 18. | Going Back (Gerry Goffin/Carole King)                                     | 4:36  |

Going Back « The Ultimate Edition » (réédition avec DVD)
| No | Titre                                                                          | Durée |
| -- | ------------------------------------------------------------------------------ | ----- |
| 1. | Ain't Too Proud to Beg (Norman Whitfield/Edward Holland, Jr.)                  | 2:42  |
| 2. | You've Been Cheatin' (Curtis Mayfield)                                         | 2:35  |
| 3. | Don't Look Back (John Lee Hooker)                                              | 3:06  |
| 4. | You Really Got A Hold On Me (Smokey Robinson)                                  | 3:07  |
| 5. | Ain't That Peculiar (Smokey Robinson/Marv Tarplin/Ronald White)                | 3:05  |
| 6. | Nowhere to Run (Holland-Dozier-Holland)                                        | 3:06  |
| 7. | Dancing in the Street (Marvin Gaye/William « Mickey » Stevenson/Ivy Jo Hunter) | 2:44  |

## Personnel
Notes de personnel et production tel que noté dans le livret inclut avec l'album.
- Phil Collins : chant, chœurs (1, 4, 7, 8, 10–13,15–18), batterie (1–8, 10–18), percussions (1-3, 5, 6, 8, 10–18), claviers (1-3, 11, 14, 17, 18), piano (4, 5), piano électrique (8), orgue (16), glockenspiel (5), guitare (14), basse (1, 9, 11, 14), harpe (8)
- Ray Monette : guitare (1-3, 5, 6, 8, 10, 12, 13, 15-17), guitare wah wah (8)
- Eddie Willis : guitare (1-3, 5, 6, 8, 10, 12, 13, 15–18)
- Ronnie Caryl : guitare acoustique (7, 11)
- Bob Babbitt : basse (1-3, 5–8, 10, 12, 13, 15–18)
- Jason Rebello : piano (6, 7, 12, 13, 15, 16), piano électrique (7), vibraphone (5, 13)
- John Aram : trombone (1-3, 5, 6, 12-14, 16, 17), claquements de mains (8), claquements de doigts (18), arrangements des cuivres
- Guy Barker : trompette (1-3, 5, 6, 12-14, 16, 17), trompette solo (8)
- Tom Rees-Roberts : trompette (1-3, 5, 6, 12-14, 16, 17)
- Phil Todd : saxophone baryton  (1-3, 5, 6, 12-16, 17), saxophone baryton solo (2, 5, 6), flûte (9), piccolo (10)
- Blevins Graeme : saxophone ténor (1-3, 5, 6, 12-14, 16, 17), saxophone ténor solo (13, 16)
- Celeste-Marie Roy : basson (10)
- Menhuin Academy : cordes
- Connie Jackson : chœurs
- Lynne Fiddmont : chœurs
- Nicholas & Matthew Collins : claquements de mains (8), claquements de doigts (18), percussions (12), chœurs additionnels sur (14)

## Production
- Production : Phil Collins
- Ingénieur : Yvan Bing
- Assistants ingénieurs : Thoraya Binzagar, Thierry Chaunay
- Mixing : Yvan Bing, Phil Collins